# بیلی بلانت
بیلی بلانت (انگلیسی: Billy Blunt; ۵ اوت ۱۸۸۶ – ۱۹۶۲ (۷۵−۷۶ سال)) بازیکن فوتبال اهل بریتانیا بود.
از باشگاه‌هایی که در آن بازی کرده‌است می‌توان به باشگاه فوتبال بریستول راورز، باشگاه فوتبال استافورد رانجرز، و باشگاه فوتبال ولورهمپتون واندررز اشاره کرد.